# Yannick Le Marec
 (mai 2021).
Yannick Le Marec, né à Lorient (Morbihan) le 15 juin 1954, est un historien et écrivain français.

## Biographie
Professeur agrégé et docteur en histoire contemporaine, Yannick Le Marec est maître de conférences à l'université de Nantes jusqu'en 2016.
Ses premiers travaux historiques concernent l'histoire du monde ouvrier au XIXe siècle à travers l'histoire d'une grève de maçons à Nantes en 1836. À travers plusieurs articles, il s'est intéressé à des mouvements populaires, les luttes des communautés paysannes de la Basse-Loire contre les transformations de leur cadre de travail (chenalisation de la Loire et transformation du grand marais de la Brière, son dessèchement) et les émeutes que ces travaux ont générées, montrant aussi que ces questions permettaient encore de lire les positions des différents acteurs dans les conflits plus récents sur l'usage de l'espace.
Sa thèse sur l'histoire des élites diplômées (médecins, avocats, architectes, ingénieurs et professeurs), soutenue à Nantes en 1997, a mis l'accent sur la manière dont ces professions, que l'on nommait « capacitaires » sous la Restauration et la Monarchie de Juillet, se sont progressivement insérées dans les rouages de l'administration de la ville de Nantes, en se rendant indispensables par leur expertise dans le domaine de l'hygiène, de l'urbanisme, de l'éducation, de la culture, et en investissant des commissions puis le conseil municipal,. 
En 2006, il rédige les résultats d'une recherche collaborative sur un industriel, le fondeur Simon Voruz, fabricant de matériels de levage, de locomotives ou encore fondeur d'art. C'est de la grande fonderie de ce que l'on appelle désormais l'île de Nantes, que sort le Rhinocéros de Henri-Alfred Jacquemart, exposé au pied de l'ancien palais du Trocadéro pour l'Exposition universelle de 1878 et aujourd'hui sur le parvis du musée d'Orsay, de même que la statue représentant L'Europe, œuvre de Schœnewerk,.
Spécialiste d'histoire sociale et culturelle, il s'est intéressé à la question des représentations de la ville, notamment dans les images de Nantes publiées au XIXe siècle et dans la littérature.
Élu sur un poste d'enseignant-chercheur à l'Institut universitaire de formation des maîtres de Nantes, il a mené une série de travaux de nature didactique visant à éclairer d'abord les apprentissages des élèves en histoire, mais aussi les principes et les épistémologies sous-tendant les programmes scolaires, les textes officiels de l'Éducation nationale française, les manuels scolaires, ou encore les pratiques des enseignants en histoire.
En 2021 paraît aux éditions Arléa Constellation du tigre, un livre qui « porte un regard nouveau sur le grand massacre des animaux, résonne avec l’actualité des luttes contre l’enfermement des animaux sauvages et la disparition des grands mammifères. Il apporte sa pierre aux débats sur l’héritage colonial. »
En 2022, toujours chez Arléa, Le Grand pillage « interroge ce que fut l’exotisme teinté dʼesprit colonial. II le fait en sʼattachant à Victor Segalen et à Pierre Loti, deux écrivains militaires qui furent plus ou moins mêlés aux démarches impérialistes dʼun Occident hautain. »

## Publications
- Cale de la tête noire (avec Alain Goutal, dessinateur), 50 p., éditions du CDMOT, 1988• (ISBN 2-9502872-1-2)
- Le Temps des capacités. Les diplômés nantais à la conquête du pouvoir dans la ville, 335 p., Belin, coll. « Socio-Histoires », 2000 •  (ISBN 2-7011-2758-0)
- Nantes au XIXe siècle, du fleuve à la ville, 112 p., Siloë, 2001 •  (ISBN 2-84231-194-9)
- Nantes. Mille ans d'histoire et d'architecture (avec Philippe Caharel, photographe), 128 p., Siloë, 2003 •  (ISBN 2-84231-267-8)
- L'Industriel et la Cité. Voruz, fondeur nantais, MeMo, 2006, 104 p. •  (ISBN 2-910391-93-0)
- Dans l'épaisseur du paysage (avec Thierry Girard), 250 p., éditions Loco, 2017 •  (ISBN 978-2-919507-78-8)
- Constellation du tigre, roman, Arléa, coll. « La rencontre », 2021 •  (ISBN 978-2-36308-262-6)
- Le Grand pillage, Arléa, coll. coll. « La rencontre », 2022 •  (ISBN 978-2-36308-314-2)
- Eugène Atget - La photographie des hommes libres, 144 pages, Éditions Loco, Paris, 2025 •  (ISBN 978-2-84314-115-7)

## Réception critique
- Constellation du tigre

Pour François Bon, « avec des outils pris à Modiano ou Sebald », l'auteur nous embarque aussi bien « dans les symboliques les plus obscures que dans les ruines au présent de l'histoire coloniale. »
Pour Norbert Czarny, « à sa façon, en flânant et en mêlant récit et réflexion, Yannick Le Marec retarde ce qu’il annonçait par la mort d’un pauvre tigre aux confins du 15e arrondissement : « Alors, s'il n’est plus possible et même plus tolérable d'approcher les animaux sauvages, tant notre présence leur est mortifère, si l’expérience du vivant nous est à terme interdite, il reste à faire la liste des archives à notre disposition et le récit de la lente détérioration du monde. » Ce très beau livre, en transformant un fait divers en une vaste constellation narrative, aux accents poétiques, en est un exemple. »
- Le Grand pillage

Dans la revue Le Matricule des anges, Maurice Mourier trouve l'ouvrage « impressionnant et remarquable », « rien de froid ou de simplement documentaire dans ces pages pleines du bruit de combats à armes inégales et de la fureur contenue qu’inspirent à Yannick Le Marec des actions authentiquement barbares mais que bien peu de gens, à l’époque, jugeaient scandaleuses. Un texte engagé, donc, accusateur, mais dépourvu pourtant de dérive polémique, tant il est porté par un désir patent de vérité. » L'auteur explique son rapport à l'histoire et la littérature dans un entretien à la revue Ballast.

### Radio
- Yannick Le Marec avec Mathias Énard, « La salle des machines », sur France Culture, 20 juin 2021